# Арсен Павлов
Арсен Сергејевич Павлов (рус. Арсе́н Серге́евич Па́влов; Ухта, 2. фебруар 1983 — Доњецк, 16. октобар 2016), познатији под борбеним псеудонимом Моторола (Моторо́ла), био је руски ратни командант самопроглашене Доњецке Народне Републике.
Проглашен је за хероја ДНР 21. фебруара 2015. а унапређен је у чин пуковника исте године. Прославио се током борби за Иловајск и током борби за Доњецки аеродром као командант батаљона Спарта.

## Биографија
Рођен је 2. фебруара 1983. у граду Ухта. Мајка му је била домаћица, а отац је дошао из Тверске регије. Са петнаест година изгубио је родитеље, након тога живео је са бабом. Завршио је средњу школу бр. 13 у Ухти. Напустио је Ухту 2002. и почео је да служи у оружаним снагама Русије. Три године је служио у 77. гардијском одвојеном московско-черниговском одреду Лењина, Реда Суворова, Црвеног транспарента, као сигналиста морнаричког корпуса, отуда и његов надимак. Још једну годину и седам месеци, служио је на највишем положају – заменик команданта вода. 2009. године похађао је почетни курс за обуку спасилаца у Краснодарском центру за обуку Савезне ватрогасне службе. Након тога, радио је у аутопраоници у Ростову на Дону.

## Лични живот
Прва супруга била му је Викторија Кондрашова. Живели су на територији Краснодара. Били су у браку осам година. Из тог брака добио је сина Данијела 2007. године. 11. јула 2014. оженио се 21-годишњом становницом Славјанска, Еленом Коленкином, коју је срео два месеца раније у подруму куће током гранатирања (према другим изворима он је тада био одведен у болницу са раном, а према речима саме Коленкине, он је њу одвео у болницу са лакшом раном у руку након гранатирања). Венчање је било прво званично венчање у ДНР-у. На свадби су присуствовали највиши званичници ДНР-а, укључујући министра одбране Игора Стрелкова и политичког лидера Народне милиције Донбаса Павела Губарева. Догађај је изазвао интересовање бројних медија, укључујући Њујорк тајмс, радио Свобода, Дејли мејл, Раша тудеј, РИА Новости, Росбалт. Власти ДНР-а поклониле су младој породици стан. 21. априла 2015. године добили су ћерку Мирославу. 2. октобра 2016. године рођен је њихов син Макар.

## Смрт и сахрана
Око 18:00 часова 16. октобра 2016. године, Павлов је погинуо у лифту зграде бр. 121 у улици Чељускинцева у Доњецку, где је живео. Експлодирала је импровизована експлозивна направа монтирана на каблу лифта. Моторола се у том тренутку налазио у епицентру експлозије и задобио смртне повреде. Заједно са њим страдао је и његов лични чувар, родом из Грузије, Теимураз Гогиашвили. Истог дана директор одељења за комуникације Министарства унутрашњих послова Украјине Артјом Шевченко и саветник шефа Службе безбедности Украјине Јуриј Тандит потврдили су смрт Арсена Павлова у Доњецку.
Власти ДНР оптужиле су украјинске специјалне службе за Моторолину смрт. Касније, 2019. године, Александар Бородај је изјавио да кијевски режим није повезан са смрћу Мотороле:
| „ | Случај са Моторолом је специфичан, јер спада у категорију локалних обрачуна са криминалом. Са Стародоњецким злочином, који се, да тако кажем, у тренутној држави у републикама не осећа угодно. | ” |

Поводом његове смрти, власти Доњецке Народне Републике прогласиле су тродневну жалост. Комеморација је одржана 19. октобра 2016. године у Доњецком театру опере и балета. Сахрањен је са војним почастима на гробљу Доњецко море. Више од 50.000 становника града присуствовало је сахрани, укључујући председника ДНР Александра Захарченка.
Посланик руске Државне думе из странке Уједињена Русија Виталиј Милонов предложио је да се по Мотороли именује тинејџерски дечји клуб, школа или мост у Санкт Петербургу. Према одлуци организатора, први скуп омладинског војно-патриотског покрета „Иунармиа”, који се одржао у Републици Коми, био је посвећен сећању на Павлова. Током скупа Бесмртни пук у Доњецку, 9. маја 2017., председник ДПР-а, Александар Захарченко, носио је портрет Арсена Павлова, ходајући поред министра за прихода и дужности ДНР Александра Тимофејева, који је носио портрет Михаила Толстиха.
У његовом родном граду, активисти су тражили од градске скупштине да једну од улица именује у част „хероја ДНР-а”. Томе су се успротивили градоначелник Магомед Османов, део ветерана совјетског рата у Авганистану и бројне јавне личности. Као резултат тога, одбијено је додељење улице назване А. Павлов и забрањено је отварање спомен-плоче у школи у којој је Моторола студирао.

## Одликовања
- Херој Доњецке Народне Републике (21. фебруара 2015. године)[16]
- Медаља „За одбрану Славјанска”
- Медаља „За ратне заслуге ДНР”
- Медаља „За враћање Крима”
- Медаља „За заштиту Крима”
- Медаља „За службу на Кавказу”